# Eichenhof (Trebbin)
Eichenhof ist ein Wohnplatz auf der Gemarkung von Lüdersdorf, einem Ortsteil der Stadt Trebbin im Landkreis Teltow-Fläming (Brandenburg). Er wurde noch vor 1853 zunächst unter dem Namen Wilhelminenaue angelegt. 1906 entstand durch Teilung ein weiterer Hof, der Eichenhof, dessen Namen sich schließlich für den gesamten Wohnplatz durchsetzte.

## Geographische Lage
Der Wohnplatz Eichenhof liegt im Osten der Gemarkung Lüdersdorf (und des Gebiets der Stadt Trebbin), hart an der Grenze zum Ortsteil Gadsdorf der Gemeinde Am Mellensee an der L70, die von Lüdersdorf nach Kummersdorf-Alexanderdorf verläuft.

## Geschichte
Kurz vor 1853 war im Osten der Lüdersdorfer Gemarkung ein „Ackergehöft“ aufgebaut worden, das 1853 den Namen Wilhelminenaue erhielt. Nur wenig später wurde der Name bereits zu Wilhelminenau abgewandelt. Es bestand 1860 aus zwei Wohngebäuden und vier Wirtschaftsgebäuden. 1870 wurde ein Robert Spinola als Gutsbesitzer genannt 1906 wurde der Teil, der dem Gutsbesitzer Hermann Goverts gehörte, unter dem Namen Eichenhof abgeteilt. Dieser Name hat sich heute für den gesamten Wohnplatz durchgesetzt. 1973 war auf dem Gelände der VEB Landtechnischer Anlagenbau Potsdam, Betriebsteil Lüdersdorf-Eichenhof untergebracht. Heute haben sich neben der Wohnsiedlung in dem kleinen Industriegebiet mehrere kleinere Betriebe angesiedelt. Außerdem gibt es eine Gaststätte mit Pension.